# 犯人のいない殺人の夜
『犯人のいない殺人の夜』（はんにんのいないさつじんのよる）は、光文社から刊行された東野圭吾の短編推理小説。

## 概要
1985年のデビュー期から1988年の間に『小説現代』『小説宝石』等で掲載された東野圭吾初期の7作品が収録された短編集。1990年7月に単行本として刊行され、1994年に文庫化。表題作「犯人のいない殺人の夜」は殺人のあった“夜”とその後の“今”の場面を交互に重ねて進んでいく構成となっている。
著者は本作について、この頃は短編の書き方を分かっておらず、今まで読まなかったアンソロジーを読んで話の持って行き方を参考に執筆したと語っている。また子供が主人公の作品が多いのはまだ大人の犯罪を書く自信が無かったかもしれないと語り、同時に未熟な作品だと評しながらも気に入っており、いろんなことを試しながら書いた思い出深い作品だと述べている。
2012年、収録作の「犯人のいない殺人の夜」「さよならコーチ」「エンドレス・ナイト」「白い凶器」「小さな故意の物語」がフジテレビ系列のオムニバス形式の連続ドラマ『東野圭吾ミステリーズ』の各話毎の原作となった。

## 各章概要

### 小さな故意の物語
初出：『小説現代』1985年11月号
県立W高校のある屋上から男子生徒の行原達也というが転落死した。警察は事件を自殺と考え、達也自身が屋上の柵に上って歩いていたという証言も出る中、達也が自殺したとは信じられない親友の良は独自に達也の死の謎を調べ始める。その末に良は、達也が死ぬきっかけとなった当事者の「故意」を目の当たりにする。

#### 登場人物
中岡 良
県立W高校3年生。サッカー部員。達也とは小学校時代からの親友で、ライバルとしても切磋琢磨してきた。同じ洋子に淡い恋心を抱きながらも、達也と洋子を見守る立場に甘んじていた。
行原 達也
良の親友。良とは対照的に勉強・運動共に優秀だった。中学までは良と同じサッカー部だったが、中学の頃より周りに差がついてしまい、高校に入っても部のレベルの高さを理由にサッカー部に入部しなかった。
佐伯 洋子
良・達也の同級生で達也の恋人。体操部所属。小学5年の頃に東京から転校し、達也とはその頃から交際している。達也と同じく成績優秀で大人びた性格。
笠井 美代子
2年8組の女生徒。達也と同じ英会話クラブの部員。達也に好意を持ち、ラブレターを渡していたこともある。達也が転落した屋上に花を持ってこようとしていた。
藤尾
3年1組の生徒で秀才。事件の目撃者。
木島 礼子
2年7組の副級長。活発な雰囲気の女性で、ミステリー好き。良の頼みである調べ事を引き受ける。

### 闇の中の二人
初出：『小説宝石』1986年1月号
中学教師・永井弘美が担任を務めるクラスの生徒萩原信二の生後3ヶ月の弟がベビーベッドの中で絞殺された。事件は盗み目的で萩原家に侵入して寝室に忍び込んだ犯人が泣き出そうとした弟を黙らせるために犯行に及んだと見られるが、なぜ犯行の日に限って戸締りがされず、犯人が侵入できたのかという謎が残った。やがて信二と向き合ってきた弘美と捜査を担当する刑事達は事件の真相を知ると同時に、弘美は事件を起こしたある秘密に感付くのだった。

#### 登場人物
永井 弘美
中学教師。大学卒業から教職に就いて3年目で担当は英語。信二の心中を察し、彼の力になろうと考える。
萩原 信二
弘美のクラスの3年生。実母は数年前に病死。全国に名を馳せる進学校「私立W高校」志望で、その高校を合格できると推定されるほど学力は高い。弟の死亡後も、しっかりとした様子を見せる。
萩原 麗子
啓三の妻で信二の継母。狂乱状態に陥る程、生後3ヶ月の息子の死に動揺していた。信二との折り合いは悪かった模様。
高間
県警捜査一課刑事。信二の弟が殺害された事件を担当する。
日野
県警捜査一課の若い刑事。
萩原啓三
信二の父親で会社の重役。
光川 幹夫
浪人生。萩原家の周辺に住み、「丑三つ時ランニング」と称して深夜に走るのが日課。
中西幸雄
啓三の側近の部下。優秀で啓三から信頼されていた一方で、麗子と不倫の関係にあった。
筒井 典子
3年2組の生徒で信二のガールフレンド。

### 踊り子
初出：『小説宝石』1986年9月特別号
中学生の孝志は、水曜日の塾の帰り道でお嬢様学校として有名な女子高「S学園」の体育館で新体操の練習をしている女子高生に目を奪われていた。そして毎週水曜日に少女が体育館に現れることを知り彼女の姿を見ることを生きがいとしていた孝志は、家庭教師の黒田の後押しもあり、彼女に近付きたいと密かにスポーツドリンクを差し入れしてアプローチをしていたが、ある時彼女は姿を見せなくなってしまう。その後、ひょんなことから孝志は彼女の住所を知り、黒田は彼女の捜索を引き受けるが、そこで黒田は彼女が姿を現さなくなった残酷な真実を知ることとなる。

#### 登場人物
孝志
中学2年生。父は商社部長で家を空けることが多く、教育を重視する母親の良子の意向で塾通いをしている。
黒田
孝志が中学1年の頃からの家庭教師。私立W大の学生でボート部所属。遊びに寛容で、孝志の恋を応援する。
「踊り子」
孝志が「S学園」の体育館で見かける少女。赤いTシャツとジーパン姿で新体操の練習をしている。
江理子
黒田の女友達。黒田と同じ学部で「S学園」出身。

### エンドレス・ナイト
初出：『小説宝石』1987年5月特別号
東京に住む田村厚子は大阪府警の刑事から大阪に単身赴任している夫の洋一が殺されたと知らせを受ける。大阪人は金にがめつい、大阪弁も苦手と毛嫌いするほど大の大阪嫌いだった厚子は、洋一の死を受け大阪に飛び立つことになった。現場となった洋一の店まで来た厚子は、担当刑事の番場から、洋一がナイフで刺殺され真っ直ぐに仰向けに行儀よく寝ているようにされていたことを聞かされる。後日厚子は番場の提案で洋一がどんな生活をしていたかを知るため、大阪の街並みを回ることに。

#### 登場人物
田村 厚子
主婦。洋一とは4年前に恋愛結婚。洋裁学校の講師をしており、休日は友人と過ごすという東京での暮らしを謳歌していたが、極度の大阪嫌いであり、大阪に赴任することになった洋一の元についていかずに東京に留まって生活していた。
番場
大阪府警の刑事。厚子の大阪嫌いも受け入れる寛容な性格。
田村 洋一
厚子の夫。3兄弟の3男。ファッションビルを経営する長兄・一彦の元で部長として働いていたが、1年前より大阪の支店の経営を任され、大阪に単身赴任していた。
田村 一彦
洋一の1番目の兄。厚子に洋一がピンチの時には自分を頼ってほしいと話していた。

### 白い凶器
初出：『小説宝石』1988年9月号
A食品株式会社内で材料課課長の安倍が窓から転落死した。事件は自殺の線は薄く、腰より高い窓枠から推定体重80kgの安部を突き落すの至難の業とも言えることから捜査は難航する中、今度は係長の佐野が交通事故で死亡する第2の事件が発生する。佐野の体内から睡眠薬が検出されて、2つの事件の共通項を探る中、事件に材料課員の中町由希子が関与している疑惑が浮上していく。そして犯人が特定された時、犯人を犯行に駆り立てた思いがけない理由が明らかになる。

#### 登場人物
中町由希子
24歳、A食品株式会社購買部材料課の社員。4年前に短大卒業後にA食品資材部に配属されていたが、その1年後に母親を亡くし、去年の秋に結婚した夫の洋一を今年の5月に交通事故で死亡したことで立ち直れずに会社を休み、復帰後に現在の部署に配属している。
田宮
県警捜査一課の警部。
西岡
田宮の部下。
森田
A食品株式会社材料課の社員。30歳過ぎの、甘い顔立ちのスポーツマンタイプ。由希子に好意を持ち、彼女の結婚歴を知った上で交際を申し込んでいる。
中町 伸治
由希子の亡夫・洋一の弟。夜間学校1年生で、自動車修理工場に住み込みで勤務している。週1で由希子に洗濯物を持ってきている。
安部 孝三
材料課課長。仕事と家庭を大事にし、やや無神経ながらも世話好きで他人に好かれるタイプだった。
佐野
材料課係長。気が弱いが、責任感は強い。

### さよならコーチ
初出：『小説現代』1988年11月特別号
ある企業のアーチェリー部の選手・望月直美が自殺した。だが彼女はビデオで自らを撮影し、遺書代わりのメッセージを残していた。直美の遺体を発見した直美のコーチは、刑事に直美がオリンピックの選考会に敗れたことを悲観して自殺したという見解を伝えるが、直美の周辺の捜査をしていた刑事は、コーチに自殺と思われた直美の死の真実を告げるのだった。だがコーチは、直美の死にさらなるからくりが仕掛けてあったことに気付く。

#### 登場人物
私（コーチ）
勤務する企業のアーチェリー部コーチ。会社内では労務課に配属していた。
望月 直美
アーチェリー部の部員。学生時代よりアーチェリーで堅実な成績を残し、部も弱小化し自身一人になった中でも20代の青春の時間をアーチェリーに注いできた。
陽子
コーチの妻。コーチと同じ労務課の社員で、コーチとは5年前に結婚した。お腹の中にコーチの間に出来た子供を宿している。
刑事
所轄署の刑事で、望月の死亡事件を担当。口の周りに綺麗に整えた髭を蓄えている。

### 犯人のいない殺人の夜
初出：『EQ』1988年3月号
ある夜、著名な建築家である岸田創介の家で安藤由紀子という女性が殺害された。偶然居合わせた家庭教師の拓也は、事件を隠蔽したい岸田からの頼みを受けて隠蔽工作を主導、遺体を隠し由紀子と岸田家の間に関連が無かったように口裏を合わせることで事件を無かったものとして処理しようと画策する。だが由希子の兄・和夫が岸田家を嗅ぎ回り始めたことで拓也達はピンチに陥り、その時を境に完全犯罪に綻びが生じていく。

#### 登場人物
拓也
隆夫の家庭教師（数学と物理担当）。予想外な危機的状況下でも思考を働かせられる冷静さを持つ。医学部中退の経歴を持ち、死体に関する知識に詳しい。
岸田 創介
日本屈指の建築家。自分のこれまでの実績が崩され一生が台無しになるのを恐れ、事件を隠蔽しようとする。
岸田 正樹
創介の息子。大学生。創介の病死した前の妻の息子で、創介の家の力で私立大学に通っているため頭の出来は良くない。男性誌のグラビアを参考にしたファッションで着飾る。
岸田 隆夫
創介の息子。高校生。臆病で甘ったれなお坊ちゃんタイプで、拓也と雅美に内心疎んじられている。また病的なヒステリーでもある。
岸田 時枝
創介の妻。不測の事態に狼狽えながらも、落ち着いて対処しようとする。
雅美
拓也の恋人で隆夫の家庭教師（英語担当）。
安藤 由紀子
岸田家で殺害された女性。フリーライター志望で、岸田家に来訪する予定があった。
安藤 和夫
由紀子の兄。失踪した妹を探しに、岸田家に付き纏う。
高野
由希子の事件を担当する刑事。長身で渋い雰囲気。
小田
高野の相棒の刑事。金縁眼鏡を掛けた銀行マンのような風貌。